# Banca Popolare di Castiglione delle Stiviere
La Banca Popolare di Castiglione delle Stiviere è stata un istituto di credito della Lombardia.

## Storia
La Popolare di Castiglione delle Stiviere venne fondata a Castiglione delle Stiviere nel 1865 dove aveva la sede in Via Garibaldi 41, per volontà di alcuni  protagonisti della società civile e culturale. La banca si rivolgeva principalmente alle famiglie e alle piccole e medie imprese della provincia di Mantova.
Nel 1988 è stata incorporata, con la ridenominazione delle filiali, dall'allora Banca Popolare di Verona, che dal 27 dicembre 2011 è una Divisione ed un marchio del Banco Popolare.